# داميانو زانون
داميانو زانون (2 سبتمبر 1983 بلاكويلا في إيطاليا ) هو لاعب كرة قدم إيطالي في مركز الدفاع. لعب مع نادي باري ونادي بيسكارا ونادي بينيفينتو ونادي ترنانا ونادي فروسينوني وASD Celano Calcio ‏ وGiulianova Calcio ‏ وUS Castrovillari Calcio ‏ وAtletico Roma FC ‏.

## وصلات خارجية
- داميانو زانون على موقع قاعدة بيانات كرة القدم.إي يو (الإنجليزية)
- داميانو زانون على موقع Soccerway.com (الإنجليزية)
- داميانو زانون على موقع عالم كرة القدم.نت (الإنجليزية)
- داميانو زانون على موقع AS.com (الإسبانية)